# Wadi Abu Dom
Das Wadi Abu Dom ist ein Wadi im Sudan.

## Verlauf
Es entspringt in der zentralen Bayuda, fließt überwiegend in westlicher bzw. westnordwestlicher Richtung und mündet bei der antiken Stadt Sanam, heute ein Teil von Merowe, in den Nil. Das Wadi Abu Dom führt heute nur noch sehr unregelmäßig Wasser (zuletzt in den Sommern 2009 und 2013).

## Vegetation
Der größte Teil des Wadisystems führt durch eine Wüstenlandschaft, lediglich der eigentliche Wadilauf weist eine Akazien- und Tundub-Vegetation auf, die den Kamel- und Ziegenherden einiger Nomaden-Gruppen als Weide dienen. Der Unterlauf des Wadis ist hingegen von mehreren brunnengespeisten Klein-Oasen geprägt, in denen überwiegend sesshafte Bauern von Gemüse- und Dattelanbau leben. Eine weitere in dieser Gegend verbreitete Palmenart ist die Doumpalme, die dem Wadi seinen Namen gegeben hat.

## Archäologie
Im Verlauf des Wadi Abu Dom gibt es zahlreiche archäologische Stätten, z. B. eine große Anzahl von Friedhöfen der verschiedensten Zeitstufen, vor allem der Kerma- und napatanischen Epoche, der post-meroitischen Zeit sowie des Mittelalters. Auch Funde des Paläo- und Neolithikums kommen häufig vor. Größere Ruinenstätten sind vor allem um die Oasen des Wadi-Unterlaufs gruppiert, z. B. das Kloster Ghazali, sowie die palastähnlichen Anlagen Umm Ruweim, Quweib und Umm Khafour. Einzige bislang bekannte größere Ruinenstätte am Oberlauf des Wadi ist das wohl ebenfalls als herrschaftliches Wohngebäude anzusprechende el-Tuweina.
Die Rolle des Wadi Abu Dom als historische Kulturlandschaft wird seit 2009 von einem archäologischen Survey-Projekt der WWU Münster unter der Leitung von Angelika Lohwasser erforscht.